# Archocentrus
Genre
Synonymes
- Herotilapia Pellegrin, 1904[2]
- Heterotilapia Regan, 1920[2]

Archocentrus est un genre de poissons néotropicaux de la famille des Cichlidae.

## Liste d'espèces
Selon ITIS (16 février 2021) :
- Archocentrus altoflavus (Allgayer, 2001)
- Archocentrus centrarchus (Gill in Gill & Bransford, 1877)
- Archocentrus myrnae Loiselle, 1997
- Archocentrus nanoluteus Allgayer, 1994
- Archocentrus nigrofasciatus (Günther, 1867)
- Archocentrus panamensis (Meek & Hildebrand, 1913)
- Archocentrus sajica (Bussing, 1974)
- Archocentrus septemfasciatus (Regan, 1908)
- Archocentrus spilurus (Günther, 1862)
- Archocentrus spinosissimus (Vaillant & Pellegrin, 1902)